# Aeroporto di Bora Bora
L'aeroporto di Bora Bora (IATA: BOB, ICAO: NTTB), noto anche come aeroporto Motu Mute, è un aeroporto aperto al traffico civile situato in Polinesia francese esattamente sull'isola di Bora Bora.
L'aeroporto è stato aperto nel 1943, durante la seconda guerra mondiale. Il servizio commerciale divenne disponibile nel 1958 dopo la ricostruzione della pista. È costruito su un'isola (la cui parola polinesiana è "motu") situata in una laguna. Per raggiungere l'isola principale di Bora Bora è necessario un trasferimento in barca.

## Strutture
La pista è lunga circa 1500 m e il traffico aereo è svolto da aeromobili ATR 42 e ATR 72 o da Learjet e Twin otter. La pista si trova praticamente in mezzo al mare.
Il terminal e l'aviorimessa non sono molto grandi in quanto non arrivano mai due aerei contemporaneamente ma passano ore tra un atterraggio e l'altro. Non è possibile rifornire gli aerei in quanto non è presente carburante. L'aeroporto è attrezzato contro gli incendi.

## Storia

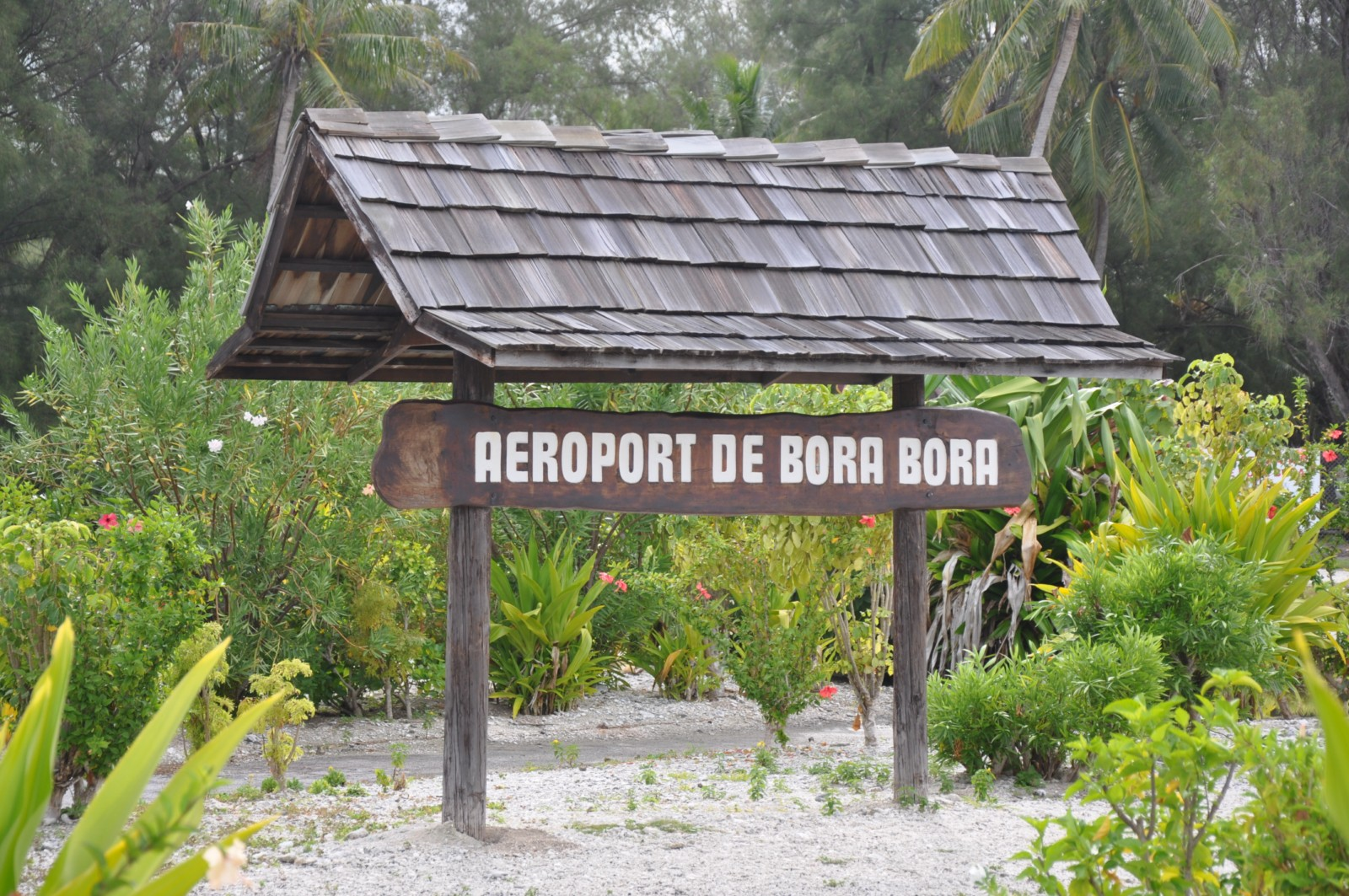

Prima dell'apertura dell'aeroporto internazionale Faa'a (PPT) a Papeete, Tahiti nel 1960, Bora Bora era servita dalla compagnia aerea francese Transports Aériens Intercontinentaux (TAI) con un servizio di elica Douglas DC-7C diretto a Los Angeles (LAX) via uno scalo a Honolulu (HNL) e anche diretto a Nouméa tramite uno scalo a Nandi (NAN, ora Nadi) con entrambi i voli operanti una volta alla settimana. Con l'apertura dell'aeroporto di Papeete, TAI ha quindi iniziato a volare con il servizio DC-7C seguito dal servizio di jet Douglas DC-8 direttamente a Papeete, Tahiti con voli di collegamento tra Bora Bora e Papeete operati dal vettore aereo regionale polinesiano francese Reseau Aerien Interinsulaire (RAI) con eliche Douglas DC-4 e idrovolanti Short Sandringham "Bermuda" durante i primi anni '60.
La RAI è stata poi ribattezzata Air Polynésie che ha continuato a operare il servizio Douglas DC-4 a Bora Bora nel 1970 prima di introdurre i turboelica Fokker F27 sui voli per Papeete entro la metà degli anni '70. Air Polynésie ha anche servito Bora Bora con turboelica per pendolari de Havilland Canada DHC-6 Twin Otter. Air Polynésie è stata a sua volta ribattezzata Air Tahiti nel 1986 e questo vettore aereo continua a servire Bora Bora attualmente con propulsori ATR 42 e ATR 72.

## Statistica
Questo grafico non è disponibile a causa di un problema tecnico.
Si prega di non rimuoverlo.
Vedi la query Wikidata di origine.